# آلکامارینا
آلکامارینا (به اسپانیایی: Alcamarina) یک کوه در پرو است که در Cusco Region, Peru واقع شده‌است. آلکامارینا ۵٬۰۸۵ متر بالاتر از سطح دریا واقع شده‌است.